# Louis Lanafoërt
Pour les articles homonymes, voir Lanafoërt.
Louis  Lanafoërt ou Lanafoir ou de Lannefoërt, né le 9 janvier 1782 à Plaisance du Gers et mort le 3 juillet 1819 à Bagnères-de-Bigorre, est un homme politique, avocat en parlement, jurisconsulte, magistrat, et notaire royal français. 

## Biographie

### Origine et famille
Louis Lanafoërt est issu d'une famille ancienne de la noblesse de robe, avec le titre de comte, dont les traces en Gascogne remontent au XVe siècle, dont sire Jean Lanafoir, seigneur de Lanafoir (1570-1640), avocat en parlement, notaire, est le fondateur de la dynastie et bâtisseur de la gentilhommière de Lannafoert à Lasserade (castel Lannafoërt), dont ne subsiste aujourd'hui au lieu-dit Lannafoërt qu'une tour centrale en ruines et quelques dépendances. 
Cette propriété fut vendue dans les années 1930, avec les 50 hectares de vignes y attenantes, par Henriette Sabail-L'officier, héritière des Lanafoërt. 

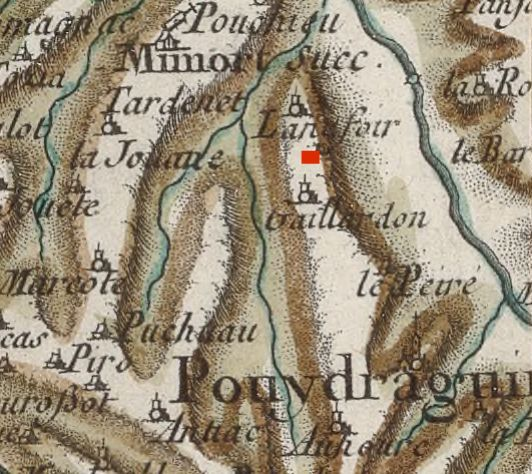
Domaine de Lanafoir (XVe – XVIIIe siècle, à Pouydraguin. Carte de Cassini (1733)).

Sire Jean Lanafoir avait comme arrière grand-père, Jaymet de Lannefoërt originaire d'Aignan, avocat en parlement, contemporain de Louis XI, que l'on retrouve dans un document rédigé en latin et gascon de septembre 1481, au côté du gendre de Louis XI, Pierre de Bourbon, sire de Beaujeu et comte de Clermont et de la Marche.Le fils de sire Jean Lanafoir était sieur Jean Lanafoir ou Lanafoërt (1636-1715), marié le 9 novembre 1669, notaire royal à Pouydraguin et Beaumarchés, qui est intervenu sur l'état des lieux de l'abbaye de la Case-Dieu en 1712. 

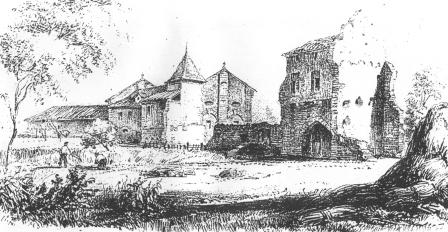
Alexandre Ducourneau, L'abbaye de la Case-Dieu (vers 1840).

Son fils, Dominique Lanafoërt (1656-1736) est l'arrière-grand-père de Louis et est aussi notaire royal, consul et propriétaire de l’hôtel particulier de Lanafoërt-Chapelain, qui est toujours dans la famille de ses descendants (les Chapelain L'officier) en 2018. Dominique Lanafoërt a été le témoin du mariage du chevalier Bertrand de Pardaillan-Gondrin (chevalier, seigneur du Pimbat et du Porté, en Armagnac) avec Marie-Anne de Saint-Pierre, sa cousine, le 2 septembre 1709.
Il est le frère de Joseph Louis Lanafoërt, le fils de Jean Gabriel Lanafoërt (né le 23 juillet 1740 et mort le 21 mars 1806), avocat en Parlement (1791) et avoué au tribunal royal d'Auch, et le petit-fils de sieur Étienne Lanafoërt ou Lanafoër (né le 10 octobre 1695 et mort le 24 mars 1763), notaire royal et consul de Plaisance en 1744.
Louis Lanafoërt se maria le 2 juin 1806 avec Marie-Henriette Magenc (1782-1850), fille de Joseph Magenc,  apothicaire, juge de paix, tante du peintre Alexandre Magenc (1822-1894). Henri Saint-Pierre-Lespéret était son cousin.

### Carrière
Louis Lanafoërt a été maire de Plaisance du Gers du 4 mars 1818 au 3 juillet 1819, date de son décès. Il a notamment fait construire l'hôtel de ville et l’école communale. Il a été suppléant au juge de paix, membre du comité d'instruction primaire du département du Gers et administrateur de l'hospice des pauvres. Il fut également procureur impérial à Auch et avocat général à la cour d'appel royale d’Agen. Enfin il a suivi la tradition familiale en étant notaire.
Il a participé à Paris, en tant que jurisconsulte, aux modifications du Code civil français avec son frère, Joseph Louis Lanafoërt, dans une équipe qui succéda à celle de Jean-Étienne-Marie Portalis, rédactrice du premier Code civil des Français en 1804,.C'est à Paris qu'il rencontra début 1800 le peintre Jean-Honoré Fragonard, dont il fut l'ami.

### Descendance
Louis  Lanafoërt a eu trois filles, Jeanne Marie Françoise, née le 24 avril 1807, Marie Louise Sophie, née le 25 août 1810 et Josephe Louise Charlotte Elmire, née le 25 avril 1809, héritière de la charge de notaire et de l'hôtel particulier, et qui épousa le 27 septembre 1831 Jean François Marie Doat, avocat et notaire royal, maire de Plaisance (1848-1852), conseiller général du Gers (1858-1869)). C'est Elmire Lanafoërt, qui deviendra, en développant les relations de son père et de son mari, une marchande et collectionneuse d'art importante du XIXe siècle. Louis Lanafoërt est le quintaïeul de Christophe Chapelain L'officier, dernier héritier de la famille.